# レネ・トレショク
- レネ・トレショック

レネ・トレショク（René Tretschok、1968年12月23日 - ）はドイツ、ドイツ民主共和国出身の元サッカー選手。現役当時のポジションはMFで、中盤の様々なポジションでプレーした。

## 経歴
1996-97シーズンのUEFAチャンピオンズリーグ準決勝、マンチェスターユナイテッド戦第1戦では決勝ゴールを決めるなど、決勝進出に貢献した。

## タイトル
ドルトムント
- ブンデスリーガ : 1994–95, 1995–96
- UEFAチャンピオンズリーグ : 1996-97
- DFLスーパーカップ : 1995

ヘルタベルリン
- DFLリーガポカール : 2001, 2002